# زبان و ادب فارسی در قلمرو عثمانی (کتاب)
زبان و ادب فارسی در قلمرو عثمانی، کتابی پژوهشی است نوشتهٔ محمدامین ریاحی. این کتاب نخستین بار در سال ۱۳۶۹ در تهران به چاپ رسیده است.